# Stéphane Boury
Pour les articles homonymes, voir Boury.
Stéphane Boury (né le 17 février 1968, à Limoges) est un coureur cycliste français, actif dans les années 1980 et 1990.

## Biographie

### Carrière cycliste
Stéphane Boury prend sa première licence au sein de l'UV Limousine. Champion régional en catégorie cadet et junior, il poursuit sa progression chez les élites, avant d'intégrer le Bataillon de Joinville en 1988 pour son service militaire. Lors de cette saison, il s'impose sur une étape de la Route de France. Il est ensuite membre de l'US Créteil puis de l'ASPTT Paris. Il termine notamment deuxième du Ruban granitier breton en 1992, intercalé entre deux coureurs de la sélection russe : Evgueni Berzin et Vladislav Bobrik. En 1993, il rejoint le club du Vendée U. Il brille une nouvelle fois sur le Ruban granitier breton, où il remporte une étape et termine deuxième du classement général, à quelques secondes du vainqueur final Dominique Bozzi.
Il fait son retour à Paris en 1994, puis court au Cycle Poitevin en 1995. Sélectionné en équipe de France amateurs, il se classe huitième de la Course de la Paix. Il est recruté par l'UC Châteauroux en 1997. Figurant parmi les meilleurs amateurs français, il se distingue en obtenant de nombreuses victoires, dont le Tour du Loir-et-Cher. Il se retire finalement des compétitions en 2000, à 32 ans, sans être passé professionnel.

### Reconversion professionnelle
Une fois sa carrière sportive terminée, il est embauché par Amaury Sport Organisation en février 2001. Il est Commissaire Général, responsable des sites d’arrivées d'étape du Tour de France,.
Le mercredi 16 juillet 2025, à l'arrivée de la 11e étape du Tour de France, il est filmé en train de plaquer contre les barrières et frapper à plusieurs reprises un manifestant pro-Palestine pour l'empêcher de perturber la ligne d'arrivée,. Une semaine plus tard, il récidive en mettant un violent coup de poing sur un cycliste amateur s'étant infiltré sur le tour vers la ligne d'arrivée.

## Palmarès
| - 1984 - Champion du Limousin cadets - 1985 - Champion du Limousin juniors - 1986 - Champion du Limousin juniors - 1987 - 2e du championnat du Limousin - 1988 - 4e étape de la Route de France - 2e du championnat du Limousin - 1990 - 4e étape du Tour de Corrèze - 3e du Circuit boussaquin - 1991 - 3e de Tercé-Tercé - 1992 - 3e étape du Ruban granitier breton - 2e du Tour du Loir-et-Cher - 2e du Ruban granitier breton - 2e du Tour du Canton de Dun-le-Palestel - 2e de la Route d'Or du Poitou - 1993 - 2e du Ruban granitier breton - 2e du championnat des Pays de la Loire - 3e du Circuit du Bocage vendéen - 3e du championnat de France du contre-la-montre par équipes | - 1994 - Champion de France du contre-la-montre par équipes - 2e du Tour du Loir-et-Cher - 1995 - 2e du Grand Prix de Buxerolles - 2e de la Ronde du Cognac - 3e du championnat du Poitou-Charentes - 1997 - Circuit Berrichon : - Classement général - 4e étape - Tour du Loir-et-Cher : - Classement général - 5e étape (contre-la-montre) - 1re et 3e (contre-la-montre) étapes du Tour de Corrèze - 4e étape du Tour du Béarn (contre-la-montre) - Paris-Épernay - 3e étape du Tour de la Dordogne - 2e du Grand Prix de Lignac - 3e du Tour de Corrèze - 3e du championnat de l'Orléanais - 1998 - 3e du championnat de l'Orléanais - 1999 - Circuit des Monts du Livradois - Grand Prix des Grattons |  |